# Сибирский серый длинноусый усач
Сибирский серый длинноусый усач (лат. Acanthocinus carinulatus) — вид жуков из семейства усачей и подсемейства ламиин (Lamiinae).

## Распространение
Распространён в России, восточной Монголии, северном Китае, Корее (Южной Корее) и Японии.

## Экология и местообитания
Развитие длится 1-2 года. Встречаются на хвойных деревьях.
Паразитоидом этого вида является наездник Dolichomitus messor (Gravenhorst, 1829).